# 니클라스 란딘 야콥센
니클라스 란딘 야콥센(덴마크어: Niklas Landin Jacobsen, 1988년 12월 19일~)은 덴마크의 핸드볼 선수로 포지션은 골키퍼이다. 현재 덴마크 핸드볼 리그의 올보르 혼볼 소속으로 뛰고 있다. 덴마크와 독일에서 활동했으며, 덴마크 리그 1회 우승, 독일 리그 2회 우승, EHF 챔피언스리그 우승 1회(2020) 달성했다.
2008년부터 덴마크 국가대표 선수로 활동하여 2016년과 2024년 하계 올림픽 금메달, 2020년 하계 올림픽 은메달을 획득했고, 세계 선수권 대회 우승 2회, 준우승 2회, 유럽 선수권 대회 우승 1회, 준우승 1회를 달성했다. 2019~2021년에 세계 선수권 2연패 달성에 공을 세우며 각각 우승한 해에 국제 핸드볼 연맹 올해의 선수로 선정되며 최초로 연속으로 올해의 선수로 선정된 선수가 되었다.
동생인 망누스도 핸드볼 선수로 활동하고 있다.